# Sören Auer

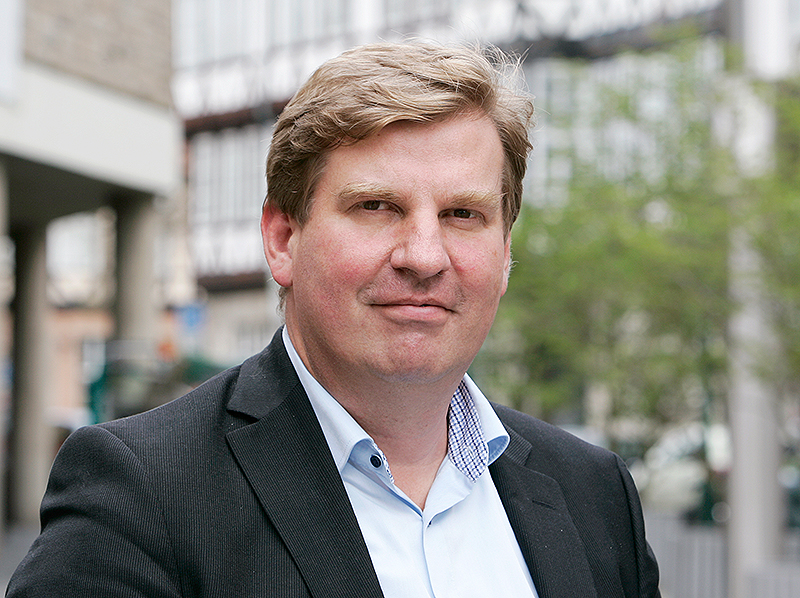
Sören Auer (2017)

Sören Auer (* 1975 in Dresden) ist ein deutscher Informatiker. Er ist seit 2017 Professor für Data Science and Digital Libraries an der Gottfried Wilhelm Leibniz Universität Hannover und Direktor der TIB – Leibniz-Informationszentrum Technik und Naturwissenschaften in Hannover.

## Leben
Sören Auer studierte Mathematik und Informatik in Dresden, Hagen und Jekaterinburg. 2006 wurde er in Informatik mit einer Dissertation zum Thema „Towards Agile Knowledge Engineering: Methodology, Concepts and Applications“ an der Universität Leipzig zum Dr. rer. nat. promoviert. Von 2006 bis 2008 arbeitete er in der Datenbank-Forschungsgruppe der University of Pennsylvania. Im Jahr 2008 gründete er die Forschungsgruppe AKSW („Agile Knowledge Engineering and Semantic Web“) an der Universität Leipzig, mit den Schwerpunkten Knowledge Engineering und Semantic Web, die er bis 2013 leitete. 2013 folgte er einem Ruf auf den Lehrstuhl für Enterprise Information Systems an die Universität Bonn und leitete gleichzeitig eine Abteilung am Fraunhofer-Institut für Intelligente Analyse- und Informationssysteme (IAIS). Im Jahr 2017 wurde er zum Professor für Data Science & Digital Libraries an die Leibniz Universität Hannover berufen und zum Direktor der Technischen Informationsbibliothek ernannt. 2024 wurde er zum Mitglied der Deutschen Akademie der Technikwissenschaften gewählt.

## Forschungsschwerpunkte
Sören Auer forscht zu semantischen Webtechnologien, Knowledge Engineering, Software Engineering sowie Datenbanken und Informationssystemen. Er leitete mehrere große Verbundforschungsprojekte, wie zum Beispiel das EU-H2020 Flaggschiffprojekt BigDataEurope. Er ist Mitbegründer zahlreicher bedeutender Forschungs- und Community-Projekte wie zum Beispiel des Projekts DBpedia, der OpenCourseWare-Autorenplattform SlideWiki.org oder der Geodatenintegrationsplattform LinkedGeoData. Er ist als Experte für die Industrie, die Europäische Kommission, das W3C und Vorstandsmitglied der Open Knowledge Foundation tätig.

## Publikationen
- Sören Auer, Christian Bizer, Georgi Kobilarov, Jens Lehmann, Richard Cyganiak, Zachary Ives: The Semantic Web. Springer, 2007, ISBN 978-3-540-76297-3, DBpedia: A Nucleus for a Web of Open Data, S. 722–735, doi:10.1007/978-3-540-76298-0_52.
- Sören Auer, Jens Lehmann, Axel-Cyrille Ngonga Ngomo: Introduction to Linked Data and Its Lifecycle on the Web. Springer, 2011, ISBN 978-3-642-23031-8, doi:10.1007/978-3-642-23032-5_1.
- Sören Auer, Volha Bryl, Sebastian Tramp: Linked open data – creating knowledge out of interlinked data: results of the LOD2 Project. Springer, 2014, ISBN 978-3-319-09846-3, urn:nbn:de:1111-20140801243.
- Tassilo Pellegrini, Harald Sack, Sören Auer (Hrsg.): Linked Enterprise Data: Management und Bewirtschaftung vernetzter Unternehmensdaten mit Semantic Web Technologien. Springer, 2014, ISBN 978-3-642-30273-2.
- Boris Otto, Jan Jürjens, Sören Auer, Jochen Schon, Nadja Menz, Sven Wenzel, Jan Cirullies: Industrial Data Space. Digital Sovereignity over Data. Fraunhofer-Gesellschaft, 2016 (fraunhofer.de [PDF]).